# Suta dwyeri
Suta dwyeri is een slang uit de familie koraalslangachtigen (Elapidae) en de onderfamilie Elapinae.

## Naam en indeling
De wetenschappelijke naam van de soort werd voor het eerst voorgesteld door Eric Worrell in 1956. Oorspronkelijk werd de wetenschappelijke naam Denisonia dwyeri gebruikt. De soort behoorde lange tijd tot de geslachten Unechis en Parasuta, waardoor de verouderde wetenschappelijke namen in de literatuur worden gebruikt. Het was lange tijd de enige soort uit het niet meer erkende geslacht Parasuta.
De soortaanduiding dwyeri is een eerbetoon aan de Australische herpetoloog John Dwyer.

## Verspreiding en habitat
De slang komt endemisch voor in delen van Australië en leeft hier in de deelstaten New South Wales en Queensland. De habitat bestaat uit gematigde tropische en subtropische bossen, droge tropische en subtropische bossen en graslanden. Ook in door de mens aangepaste streken zoals aangetaste bossen kan de slang worden aangetroffen.
De lichaamskleur is bruin, op de kop is een zwarte vlek aanwezig.

## Uiterlijke kenmerken
De slang bereikt een lichaamslengte tot ongeveer 60 centimeter, het lichaam is stevig gebouwd. De kop is duidelijk te onderscheiden van het lichaam door de aanwezigheid van een insnoering. De ogen zijn relatief klein en hebben een donkere iris. De slang heeft 15 rijen schubben in de lengte op het midden van het lichaam, de schubbe zijn glad en glanzend, de rand aan de basis van de rugschubben is zwart van kleur. De anale schub en de caudaalschubben zijn niet gepaard.

## Levenswijze
De slang is 's nachts actief en schuilt overdag onder objecten op de bodem of in spleten. Op het menu staan hagedissen en dan voornamelijk skinken. De vrouwtjes zetten geen eieren af maar brengen levende jongen ter wereld. De slang is giftig maar wordt niet beschouwd als gevaarlijk. Als men door een groter exemplaar wordt gebeten kan dit echter verschijnselen veroorzaken.

## Beschermingsstatus
Door de internationale natuurbeschermingsorganisatie IUCN is de beschermingsstatus 'veilig' toegewezen (Least Concern of LC).